# Jemza
Jemza (russisch Емца) ist eine Siedlung städtischen Typs in Nordwestrussland. Der Ort gehört zur Oblast Archangelsk und hat 1067 Einwohner (Stand 14. Oktober 2010). Er befindet sich im Rajon Plessezk.

## Geographie
Jemza befindet sich etwa 163 Kilometer südlich der Oblasthauptstadt Archangelsk. Die nächstgelegene Stadt ist Mirny und liegt etwa 34 Kilometer südlich von Jemza. Plessezk das administratives Zentrum des Rajon befindet sich gut 40 Kilometer südlich der Siedlung. Ebenfalls südlich von Jemza verläuft der gleichnamige Fluss Jemza, nach welchem die Siedlung benannt ist.

## Geschichte
Im Jahr 1943 erhielt Jemza den Status einer Siedlung städtischen Typs.

## Einwohnerentwicklung
Die folgende Übersicht zeigt die Entwicklung der Einwohnerzahlen von Jemza.
| Jahr | Einwohner |
| ---- | --------- |
| 1959 | 8.807     |
| 1970 | 6.881     |
| 1979 | 4.900     |
| 1989 | 2.266     |
| 2002 | 1.498     |
| 2010 | 1.067     |

Anmerkung: Volkszählungsdaten

## Wirtschaft und Infrastruktur
Jemza ist eine Station der Nordeisenbahn auf der Strecke Plessezk – Oboserski. Bis Anfang der 1990er Jahre bestand eine Eisenbahnstrecke zwischen Jemza und der Forstwirtschaftssiedlung Werchowski (Верховский), welche etwa 23 Streckenkilometer nordwestlich der Siedlung liegt, die vor allem dem Holztransport diente. Neben der Forstwirtschaft ist der Eisenbahntransport ein wichtiger Wirtschaftszweig.